# Hans Erwin von Spreti-Weilbach

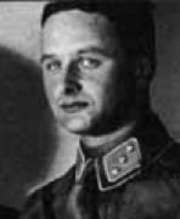
Hans Erwin von Spreti-Weilbach (um 1933).

Hans Erwin Karl Ernst Martin Graf von Spreti-Weilbach (* 24. September 1908 in Karlsruhe; † 30. Juni 1934 in Stadelheim) war ein deutscher Politiker (NSDAP) und in führender Funktion bei der Sturmabteilung (SA). Er wurde während des sogenannten Röhm-Putsches von der Leibstandarte SS Adolf Hitler erschossen.

## Leben und Wirken

### Jugend und Ausbildung
Hans Erwin von Spreti-Weilbach entstammte dem jüngeren Haus (Weilbach) des Adelsgeschlecht der Spreti. Sein Vater war der Kaufmann und Oberstleutnant Martin Johann Nepomuk Joseph Franz de Paula Graf von Spreti-Weilbach (* 2. April 1867 auf Schloss Unterweilbach; † 18. April 1950 ebendort), seine Mutter Anita Freiin von und zu Aufseß (* 26. November 1873 in Nürnberg; † 17. April 1962 in Unterweilbach). Er war das jüngste von vier Kindern des Paares: Seine Brüder Friedrich von Spreti-Weilbach (* 4. März 1897 in Karlsruhe; † 1. Dezember 1917 bei Cambrai) und Kurt von Spreti-Weilbach (* 4. Juli 1899 in Bruchsal; † 17. August 1917 bei Camurriere) kamen im Ersten Weltkrieg um. Seine Schwester war Martina von Spreti-Weilbach (1902–1998), zuletzt verheiratet mit Major O. W. Braun, genannt Braun von Kress, vormals verwitwete Freifrau Kress von Kressenstein.
Nachdem die Familie 1910 nach Unterweilbach übergesiedelt war, wurde Spreti dort zunächst von einer Hauslehrerin unterrichtet, um anschließend von 1920 bis 1922 das Theresien-Gymnasium und danach bis 1927 das Neue Realgymnasium in München zu besuchen. Das Abitur legte er schließlich im März 1928 an der Dr. Harangs Privatschule in Magdeburg ab. Anschließend absolvierte er ein Landwirtschaftspraktikum auf dem Herrlehof, um im Wintersemester 1929 mit dem Studium der Landwirtschaft an der damaligen „Königlichen Akademie für Landwirtschaft und Brauerei“ in Weihenstephan, welche ein Jahr später in die Technische Hochschule München eingegliedert wurde, zu beginnen. Nach dem Vordiplom verbrachte er zwei Semester seines Studiums an der Christian-Albrechts-Universität in Kiel, um anschließend nach Weihenstephan zurückzukehren. Dort beendete er sein Studium schließlich im August 1932 mit der Prüfung zum Diplom-Landwirt.
Am 1. Februar 1935 sollte Spreti, nach einer landwirtschaftlichen Volontär-Verwalterzeit, das väterliche Gut Weilbach, das bis dahin verpachtet war, übernehmen.

### Karriere in der SA
1930 schloss Spreti-Weilbach sich der NSDAP (Mitgliedsnummer 341.877) und ihrer Kampfformation, der SA, an. 1931 kam er in die engere Umgebung des kurz zuvor aus Bolivien zurückgekehrten und von Hitler zum Stabschef der SA ernannten Ernst Röhm. Am 5. Januar 1932 wurde er zum SA-Sturmführer ernannt und als SA-Führer zur besonderen Verwendung der SA-Standarte 2 (SA-Gruppe Hochland) zugeteilt, der er bis zum 13. April 1932 formal angehörte. Vom 1. Juli 1932 bis zum 1. Mai 1933 war er SA-Führer zur besonderen Verwendung in der Obersten SA-Führung, mit der Dienststellung z. b. V. in der Adjutantur bei Röhm. Anschließend bis zum 31. Oktober 1933 bei der SA-Gruppe Schlesien.
Laut Andreas Dornheim war Spreti-Weilbach bereits 1932 neben Georg Bell, Julius Uhl und Karl Leon Du Moulin-Eckart einer der vier engsten Mitarbeiter Röhms. Im März 1932 war Spreti-Weilbach neben Röhm das Ziel eines – letztlich nicht verwirklichten – Mordvorhabens aus den Reihen seiner eigenen Partei: Walter Buch, der oberste Parteirichter der NSDAP, und dessen Schwiegersohn Martin Bormann planten zu dieser Zeit, die NSDAP von der politischen Hypothek der öffentlichen Skandale im Zusammenhang mit Röhms Homosexualität durch dessen Beseitigung zu befreien. Außer Röhm sollten auch einige Männer aus seinem direkten Umfeld, darunter Spreti-Weilbach, ermordet werden. Der Graf geriet nicht nur wegen seiner engen Zusammenarbeit mit Röhm, sondern auch weil er im Verdacht stand wie der Stabschef selbst homosexuell zu sein, ins Visier der Verschwörer. Spreti-Weilbach flüchtete nach Bekanntwerden des Mordkomplotts zusammen mit Röhm vorübergehend nach Berlin. Nach Ansicht der sozialdemokratischen Münchener Post war „der Zweck dieser Umlegeaktion die Beseitigung der prominentesten 175er im Braunen Haus“.
Nach der nationalsozialistischen „Machtergreifung“ wurde Spreti am 1. April 1933 in den Rang eines SA-Sturmbannführers erhoben. Am 1. November 1933 kehrte er als 1. Adjutant des Chefs des Stabes der SA, d. h. Ernst Röhms, in den Stab des Obersten SA-Führers zurück. In dieser Stellung, die er bis zu seinem Tod am 30. Juni 1934 beibehielt, wurde er schließlich noch am 1. März 1934 zum SA-Standartenführer befördert. Parteiorganisatorisch war er zu dieser Zeit der NSDAP-Ortsgruppe „Braunes Haus“ zugeteilt. Der Vetter und SA-Führer Cajetan Graf von Spreti ist aus der Familienlinie Kapfing.

### Verhaftung und Tod
Am 30. Juni 1934 wurde Spreti-Weilbach im Zuge der Entmachtung der SA durch die Nationalsozialisten verhaftet und erschossen. Über den Ablauf kursieren zwei unterschiedliche Versionen:
Die populäre Version besagt, Spreti-Weilbach habe bereits seit Ende Juni 1934 als Begleiter Röhms im bayerischen Kurort Bad Wiessee geweilt. Dort sei er am frühen Morgen des 30. Juni gemeinsam mit anderen versammelten Mitgliedern der SA-Führungsriege um Röhm von einem Aufgebot der Bayerischen Politischen Polizei unter der persönlichen Führung Hitlers festgenommen, nach München transportiert und dort ins Gefängnis Stadelheim gebracht worden. Es wird auch berichtet, dass Spreti-Weilbach von Hitler selbst „dingfest gemacht“ und mit einer Nilpferdpeitsche attackiert und übel zugerichtet worden sein soll.
Wolfram Selig zufolge, der sich auf Mitteilungen von Spreti-Weilbachs Schwester stützte, wurde dieser nicht in Wiessee verhaftet, sondern in Gewahrsam genommen, als er am 30. Juni nach der Rückkehr aus seinem Urlaub, auf dem Weg nach Wiessee, am Münchener Bahnhof eintraf. Seine Verhaftung soll von Emil Maurice angeordnet worden sein.
So oder so kam Spreti-Weilbach schließlich nach Stadelheim, wo er noch am frühen Abend des 30. Juni zusammen mit fünf weiteren SA-Führern (Hans Hayn, Edmund Heines, Hans Peter von Heydebreck, Wilhelm Schmid und August Schneidhuber) von Hitlers Leibstandarte unter Sepp Dietrich erschossen wurde.
Der Justizwachtmeister Zink, der die Exekutionen miterlebte, beschrieb diese dem in Stadelheim einsitzenden Journalisten Erwein von Aretin, der sie später als Bericht veröffentlichte:

„Als nächstes kam der junge Graf Spreti, der erregt gegen den Vorgang zu remonstrieren suchte, und von dem SS-Führer barsch zur Ruhe gewiesen wurde. Auch er erhielt sein Urteil vorgelesen, starb aber, wie auch alle folgenden, mit dem Rufe: Ich sterbe für Deutschland, Heil Hitler!“

Noch kurz vor seiner Erschießung gelang es ihm, auf einer Visitenkarte einen Abschiedsgruß an seine Familie niederzuschreiben:

„Vergeßt mich nicht! Auch ich fiel fürs Vaterland. Hans Erwin“

Spretis Leiche wurde zunächst auf dem Perlacher Friedhof beigesetzt, dann jedoch exhumiert und am 21. Juli 1934 eingeäschert und in einer Urne an seine Eltern übergeben. Diese Urne wurde anschließend unter Ausschluss der Öffentlichkeit im Familiengrab in Weilbach versenkt. Versuche des Vaters, die Gründe für die Erschießung seines Sohnes zu klären – zu welchem Zweck er sich an Heß und Himmler wandte –, blieben ohne Ergebnis.

## Beförderungen
- 1. April 1933: SA-Sturmbannführer[11]
- 1. März 1934: SA-Standartenführer[12]

## Archivalien
- Parteikorrespondenz (Bundesarchiv PK Film L 373 „Sprenger, Gustav - Spriessler, Hermann“, Bilder 2163–2168)